# Nadagarodes tentilinea
Nadagarodes tentilinea là một loài bướm đêm trong họ Geometridae.